# Zenon Cyktor
Zenon Franciszek Cyktor (ur. 27 lipca 1941 w Chrzanowie) – polski działacz partyjny i państwowy, I sekretarz Komitetu Wojewódzkiego PZPR w Wałbrzychu (1989–1990).

## Życiorys
Syn Pawła i Emilii. W 1966 ukończył technikum górnicze w Wałbrzychu. Kształcił się w zakresie ekonomiki przemysłu na Akademii Ekonomicznej Wrocławiu (1975), politologii na Uniwersytecie Wrocławskim (1978) oraz dziennikarstwa na Akademii Nauk Społecznych przy KC KPZR w Moskwie (1978–1981).
W 1962 wstąpił do Polskiej Zjednoczonej Partii Robotniczej. Pomiędzy 1966 a 1975 instruktor, starszy instruktor oraz sekretarz ds. propagandy i ds. ekonomicznych w Komitecie Powiatowym PZPR w Nowej Rudzie. Od 1975 działał w Komitecie Wojewódzkim PZPR w Wałbrzychu, gdzie kierował Wojewódzkim Ośrodkiem Propagandy Partyjnej (1975), Wydziałem Pracy Ideowo-Wychowawczej (1975–1978) oraz Wydziałem Administracyjnym (1981–1982). W 1982 został sekretarzem, a w październiku 1989 ostatnim I sekretarzem KW PZPR w Wałbrzychu (do rozwiązania partii). Zasiadał w Wojewódzkiej Rady Narodowej w Wałbrzychu, w połowie lat 80. był przewodniczącym Komisji Odznaczeń Państwowych i wiceprzewodniczącym prezydium WRN.